# گینتاوتاس اوماراس
گینتاوتاس اوماراس (ایتالیایی: Gintautas Umaras؛ زادهٔ ۲۰ مهٔ ۱۹۶۳) دوچرخه‌سوار اهل لیتوانی است.
وی در مسابقات کشوری و بین‌المللی در مجموع برندهٔ ۴ مدال طلا، ۲ مدال نقره، ۱ مدال برنز شده‌است.